# Anthophora ghigii
Anthophora ghigii är en biart som beskrevs av Giovanni Gribodo 1924.
Anthophora ghigii ingår i släktet pälsbin och familjen långtungebin. Inga underarter finns listade i Catalogue of Life.